# أرت إيفانز
أرت إيفانز (بالإنجليزية: Art Evans) هو ممثل أمريكي، ولد في 27 مارس 1942 في الولايات المتحدة.

## أعمال

### أفلام
- (1977) اضحك مع ديك وجين
- (1984) قصة جندي
- (1990) موت قاسي 2[3][4][5]
- (1997) مترو[6]

## وصلات خارجية
- أرت إيفانز على موقع IMDb (الإنجليزية)
- أرت إيفانز على موقع ألو سيني (الفرنسية)
- أرت إيفانز على موقع أول موفي (الإنجليزية)
- أرت إيفانز على موقع قاعدة بيانات برودواي على الإنترنت (الإنجليزية)
- أرت إيفانز على موقع قاعدة بيانات الأفلام السويدية (السويدية)
- أرت إيفانز على موقع إن إن دي بي (الإنجليزية)
- أرت إيفانز على موقع ديسكوغز (الإنجليزية)
- أرت إيفانز على موقع قاعدة بيانات الفيلم (الإنجليزية)
- أرت إيفانز على موقع كينوبويسك (الروسية)